# 肉果草属
肉果草属（学名：Lancea）是玄参科下的一个属。该属共有粗毛肉果草（L. hirsuta）和肉果草（L. tibetica）两种，分布于中国西南和西北。